# Quận Lafayette, Wisconsin
Quận La Fayette một quận thuộc tiểu bang Wisconsin, Hoa Kỳ. Quận lỵ đóng ở Darlington.6. Theo điều tra dân số năm 2000 của Cục điều tra dân số Hoa Kỳ năm 2000, quận có dân số 16.177 người.

## Địa lý
Theo Cục điều tra dân số Hoa Kỳ, quận có diện tích 1644 km2, trong đó có 3 km2 là diện tích mặt nước.

### Xa lộ
- U.S. Highway 151
- Highway 81 (Wisconsin)
- Highway 11 (Wisconsin)
- Highway 23 (Wisconsin)
- Highway 33 (Wisconsin)
- Highway 78 (Wisconsin)
- Highway 126 (Wisconsin)